# Meromorfna funkcija
Meromórfna fúnkcija je v matematiki funkcija, ki je holomorfna skoraj povsod na kompleksni ravnini, razen na množici izoliranih polov, ki so določene pohlevne singularnosti. Vsako meromorfno funkcijo je moč izraziti kot razmerje med dvema celima funkcijama (pri čemer imenovalec ni konstantno 0): poli se potem pojavijo pri ničlah imenovalca.
Zgledi meromorfnih funkcij so vse racionalne funkcije kot je f(z) = (z3-2z + 1)/(z5+3z − 1), funkcije f(z) = exp(z)/z in f(z) = sin(z)/(z − 1)2 kot tudi funkcija Γ in Riemannova funkcija ζ. Funkciji f(z) = ln(z) in f(z) = exp(1/z) nista meromorfni.
V jeziku Riemannovih ploskev meromorfna funkcija pomeni isto kot holomorfna funkcija, ki slika iz kompleksne ravnine na Riemannovo sfero, ki ni konstantno ∞. Poli ustrezajo tistim kompleksnih številom, ki se preslikajo v ∞.